# Johan Daniel Saueressig

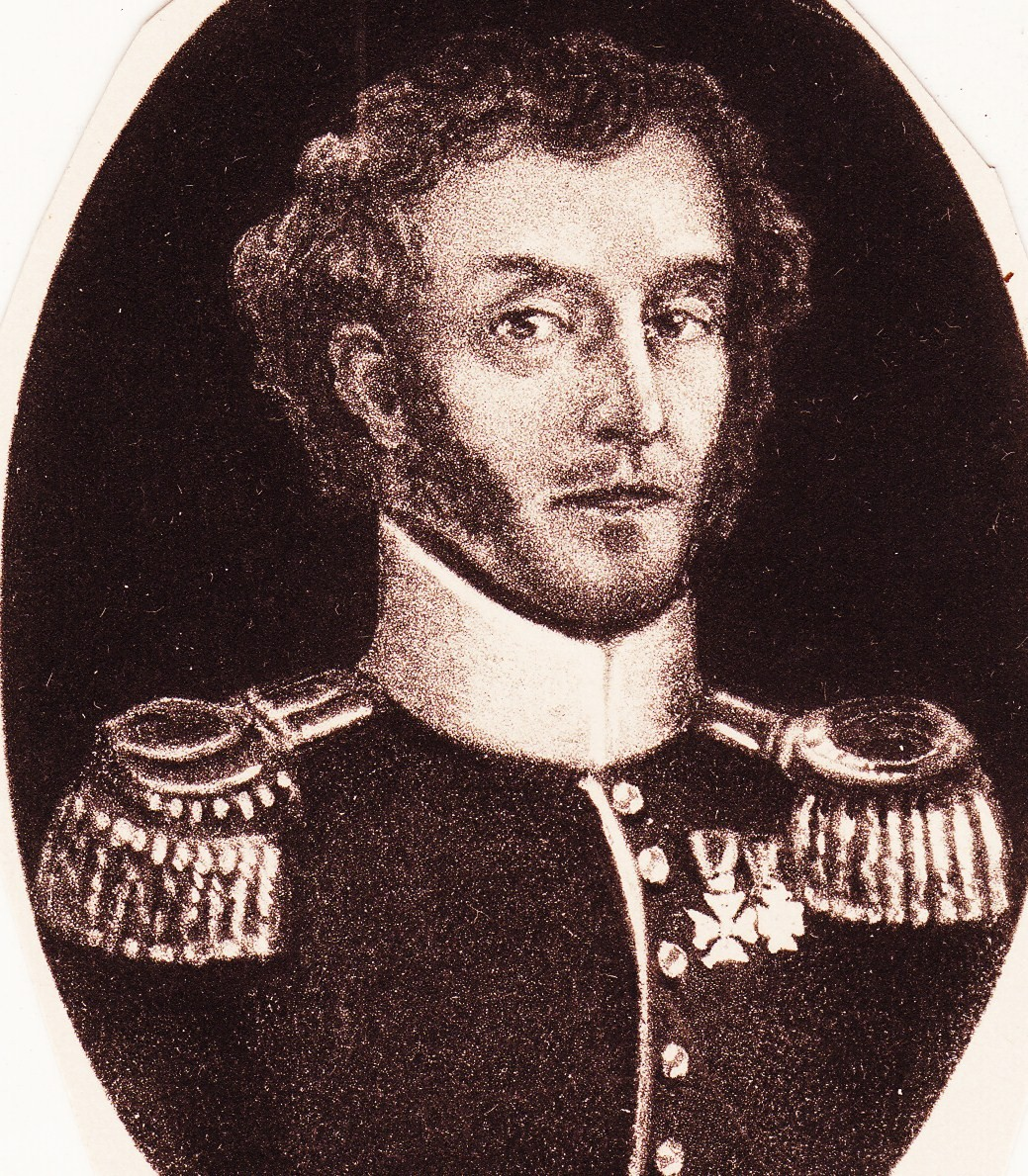
Johan Daniel Saueressig

Johan Daniel Saueressig (Den Haag, 17 april 1795 - Leerdam, 12 september 1847) was een Nederlands tweede luitenant, later rijksontvanger te Leerdam en ridder in de Militaire Willems-Orde.
Hij had twee jaar gediend in het Franse leger, van waaruit hij deserteerde. Op 10 december 1813 nam hij dienst in het Regiment van Phaff, dat later het 2e Bataljon Infanterie van Linie zou worden. In de rang van sergeant-majoor nam hij deel aan de Slag bij Waterloo. Voor zijn daden tijdend die slag werd hij benoemd tot ridder der 4e Klasse in de Militaire Willemsorde. Op 9 november van dat jaar werd hij bevorderd tot 2e luitenant.
Zijn zoon Petrus Felix Eduardus Ferdinandus Joannes Saueressig werd later luitenant-kolonel der infanterie van het Indische leger. Ook hij werd benoemd tot ridder in de Militaire Willemsorde.